# Sud FM
Sud FM est une station de radio commerciale privée sénégalaise, du groupe Sud Communication, diffusée en wolof et en  français sur la bande FM depuis juillet 1994.

## Histoire
La radio est inaugurée en juillet 1994 par le Président Abdou Diouf. Elle est historiquement la première radio privée installée au Sénégal au lendemain de la libéralisation des ondes.

## Émissions
Elle diffuse les actualités sénégalaises et internationales, ainsi que des programmes religieux, et musicaux.

## Diffusion
La radio dispose d'une couverture FM dans les plus grandes villes sénégalaises.